# 烏格洛瓦魯德尼亞
51°45′40″N 30°43′51″E / 51.76111°N 30.73083°E
烏格洛瓦魯德尼亞（烏克蘭語：Углова Рудня），是烏克蘭北部的村莊，隸屬切爾尼希夫州的切爾尼希夫區。該村始建於1756年，海拔高度114米，2001年該村落人口46。